# Psi wheel

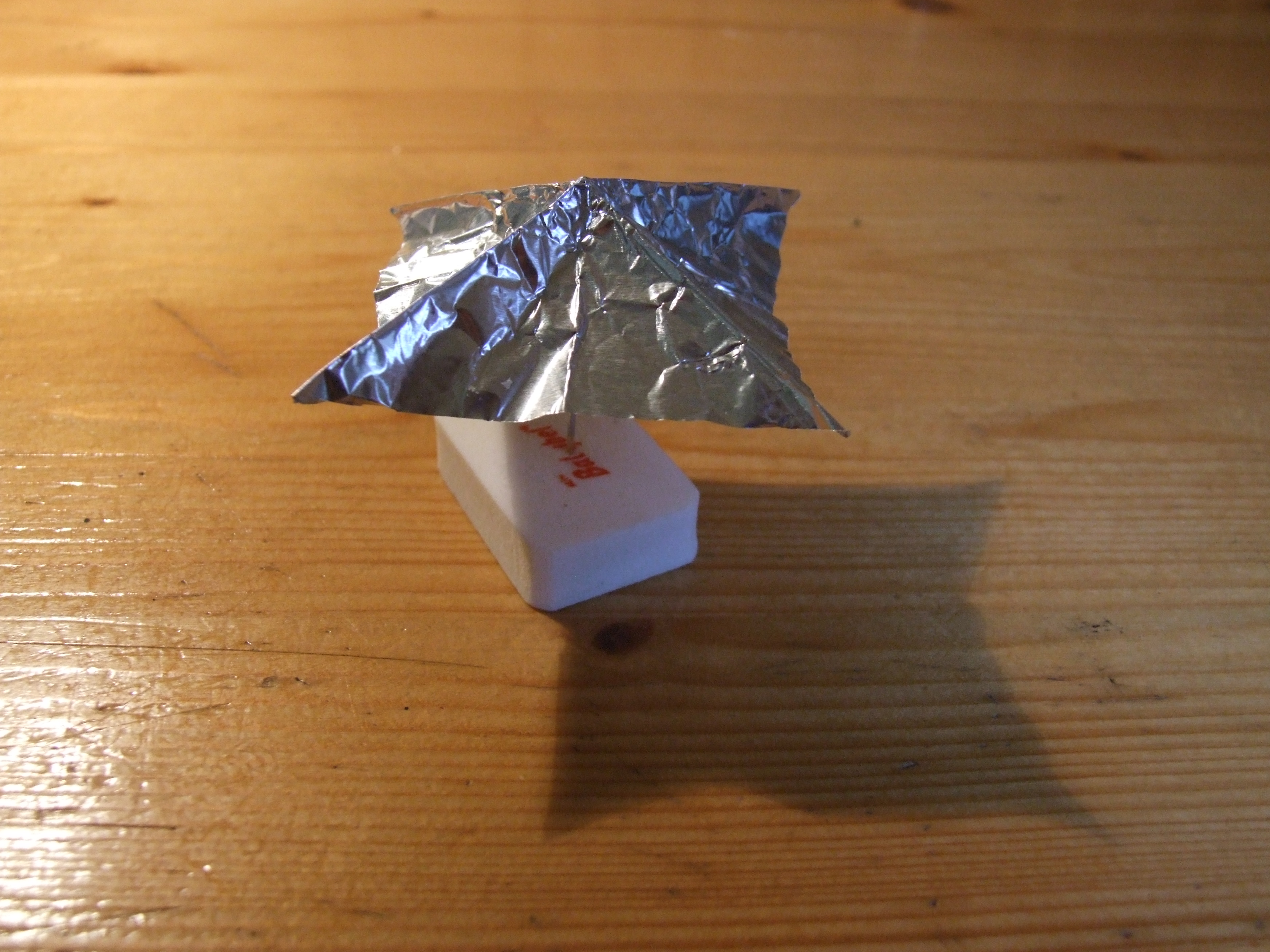
Een klassiek voorbeeld van een psiwiel uit aluminium, met een naald en een gum.

Een Psi wheel (Psiwiel) is een piramidevormig, draaitolachtig voorwerp bestaande uit een klein stukje papier of aluminiumfolie, gebalanceerd op het tipje van een puntig object. Het wordt doorgaans gebruikt in pogingen om de echtheid van telekinese aan te tonen.

## Constructie
Er zijn verschillende ontwerpen mogelijk voor de vorm van het psiwiel, maar de meest gebruikelijke manier is een omgekeerde, trechtervormige piramide. Deze psiwiel vorm kan gemaakt worden door een klein stukje papier of aluminiumfolie (5 bij 5 centimeter), in de vorm van een vierkant, te plooien in de lengte, hoogte en diagonaal langs beide kanten, vervolgens de vorm een klein beetje te buigen om de gewenste vorm te verkrijgen.
Een andere veelgebruikte vorm van psiwiel is de vorm van een kruis, gemaakt uit een dun blaadje van metaal zoals aluminium of koper. De armen van het kruis zijn tussen 3 en 5 centimeter lang, met een klein kuiltje in het midden zodat het kan balanceren op iets scherps (bijvoorbeeld een tandenstoker of naald).Dit wiel balanceert dan op een smal, puntig object zoals een naald, pen, tandenstoker of punaise krachtig vastgezet op een vlak oppervlak. Objecten zoals pennen of punaisen kunnen op zichzelf staan op een vlakke ondergrond, echter, een naald of tandenstoker zal moeten vastgezet worden in een stabiel object zoals een gum, spons, doos of flesjesdop, zodat het stabiel genoeg is om het spinnende wiel op zijn punt vast te houden.

## Toepassing
Het psiwiel wordt gebruikt om aan te tonen dat een persoon over telekinetische krachten beschikt en zodoende het wiel kan laten draaien zonder fysiek contact te maken. Op YouTube zijn er dan ook meer dan 1000 video's te vinden van personen die een psiwiel in beweging brengen zonder enige vorm van fysieke aandrijving hiervoor.

## Kritiek
Volgens wetenschappelijke ondervindingen werd vastgesteld dat door de natuurlijke warmte dat een hand uitstraalt, er een convectiestroming ontstaat tussen de warme handen en het wiel, omgeven in koudere lucht, waardoor het wiel vanzelf gaat draaien. Echter, in het boek reality check
staat vermeld dat volgens de convectietheorie het wiel zou moeten stilstaan; aangezien er een warme luchtstroom van twee kanten tegen zich inwerkt. Ook wordt vermeld dat de proeven met convectiestroming gedaan werden met kokend water en dat onze handen, zij het relatief warm, niet eens in de buurt komen van die temperaturen. Ook een magneet (aluminium kan worden aangetrokken door een magneet) kan gebruikt worden om het wiel te doen draaien zonder fysiek contact te maken, net als de aanwezigheid van tocht of de luchtstromingen.